# Amsterdam (1628)
De Amsterdam was een schip van de Admiraliteit van Amsterdam vernoemd naar de stad Amsterdam. Het schip werd in 1628 in dienst genomen en een jaar later in 1629 weer uit dienst genomen.